# Mutlu
Mutlu ist ein türkischer männlicher und weiblicher Vorname sowie Familienname mit der Bedeutung „glücklich“ bzw. „ein glücklicher Mensch“.

## Namensträger

### Vorname
- Mutlu Güler (* 1998), türkischer Fußballspieler
- Mutlu Topçu (* 1970), türkischer Fußballspieler und -trainer

### Familienname
- Ata Berk Mutlu (* 2005), türkischer Schauspieler
- Ayten Mutlu (* 1952), türkische Dichterin und Schriftstellerin
- Derya Mutlu (* 1977), türkischstämmige deutsche Sängerin und Komponistin
- Erol Mutlu (* 1952), türkischer Ringer
- Halil Mutlu (* 1973), türkisch-bulgarischer Gewichtheber
- Hüseyin Avni Mutlu (* 1956), türkischer  Politiker, Gouverneur von Istanbul
- Mert Mutlu (* 1974), türkischer Straßenradrennfahrer
- Mine Mutlu (1948–1990), türkische Schauspielerin
- Necmi Mutlu (* 1935), türkischer Fußballspieler und -trainer
- Özcan Mutlu (* 1968), deutscher Politiker (Grüne)
- Pembe Mutlu (* 1955), türkische Schauspielerin
- Sema Mutlu (* 1969), deutsche Sängerin und Komponistin

## Ortschaft
- Mutlu (Diyadin), Dorf in der türkischen Provinz Ağrı